# Gruppe (Griechische Vasenmalerei)
Unter dem Begriff Gruppe werden bei der Erforschung der griechischen Vasenmalerei Vasen zusammengefasst, die auf Grund des Stils ihrer Zeichnung zusammengehören, im Gegensatz zu einer Klasse, die durch die Form definiert ist.